# 금성방직 축구단
금성방직 축구단은 당시 금성재벌 (현 쌍용그룹)의 모태인 금성방직에서 운영했던 축구단으로 1963년 1월 창단되었다. 1963년부터 1966년까지 4시즌 동안 실업축구에서 활약하였다.

## 같이 보기
- 쌍용양회 축구단